# جرج ویلکینسون
جرج ویلکینسون (به انگلیسی: George Wilkinson) ورزشکار مرد رشتهٔ واترپلو اهل کشور بریتانیای کبیر است. وی در بین سال‌های ‎۱۹۰۰ تا ۱۹۱۲ میلادی در مسابقات بازی‌های المپیک تابستانی در مجموع ۳ مدال طلا را کسب کرد.